# Djené Dakonam
Djené Ortega Dakonam, född den 31 december 1991 i Dapaong, är en togolesisk fotbollsspelare som spelar för Getafe.